# امبروز لایت (کشتی)

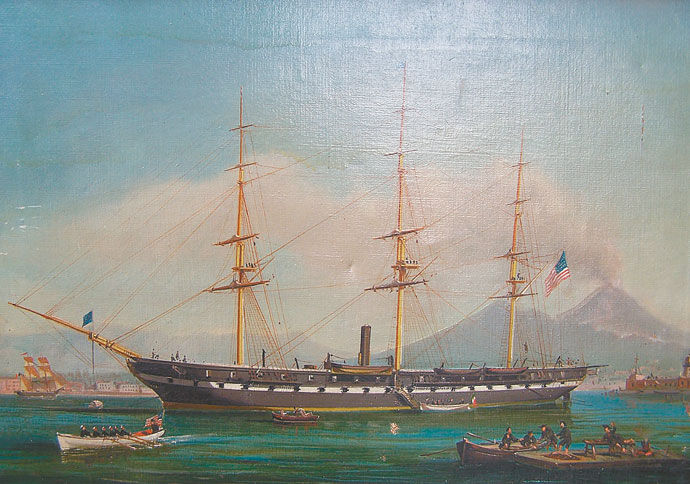
امبروز لایت (کشتی)

امبروز لایت (کشتی) (به انگلیسی: Ambrose Light (ship)) یک کشتی است.